# Фердинанд Гіллер
Фердинанд фон Гіллер (нім. Ferdinand Hiller; 24 жовтня 1811, Франкфурт-на-Майні — 11 травня 1885, Кельн) — німецький піаніст, композитор, диригент і педагог.

## Біографія
Фердинанд фон Гіллер народився у Франкфурті-на-Майні в багатій родині єврейського купця. Його першими вчителями був Алоїс Шмідт (скрипка), Карл Філіп Гофман (фортеп'яно) і Георг Якоб Фольвейлер (композиція); з раннього дитинства відрізнявся великими музичними здібностями, через що в десятирічному віці, коли він уже написав свою першу композицію, батько відправив його в учні до Йоганна Гуммеля у Веймар.
В Гуммеля Гіллер присвятив себе композиції, брав участь в роботі над «Марією Стюарт», завдяки чому завів знайомство з Гете. Навчаючись у Гуммеля Гіллер домігся великих успіхів як піаніст, внаслідок чого на початку 1827 року поїхав на концерти до Відня, де зустрів Бетховена і виконував його перший квартет. Після короткого візиту додому Гіллер відправився в Париж в 1829 році, де жив до 1836 року і викладав у музичній школі Шорона, але потім вирішив кинути це заняття. Смерть батька зажадала його повернення у Франкфурт на деякий час, але 8 січня 1839 він представив в Мілані свою оперу La Romilda і почав писати свою ораторію Die Zerstörung Jerusalems, яка визнається однією з його найкращих робіт. Зиму 1839 року Фердинанд провів в Лейпцигу. У 1840—1941 рр. він перебував в Італії, де вивчав мистецтво старих майстрів під керівництвом Джузеппе Баіні.
Пізніше він відправився в Лейпциг до свого друга Мендельсона, де в 1843—1844 роках він давав безліч концертів в Гевандгаусі та виконував свою ораторію. Після подальшого відвідування Італії з метою вивчення духовної музики Гіллер написав дві опери, Ein Traum і Conradin, в Дрездені в 1845 і 1847 pp відповідно; він відправився як диригент в Дюссельдорф у 1847 року і Кельн в 1850 році та виступав в Італійській опері в Парижі в 1851 і 1852 роках. У Кельні він став відомий як диригент на концертах Гюрценіх-оркестру і голова заснованої ним Кельнської консерваторії. У 1884 році він відійшов від справ і помер наступного року.
Гіллер був обраний членом Королівської Академії мистецтв у Берліні в 1849 році і в 1868 році отримав почесний докторський ступінь в університеті Бонна. Гіллер був сучасником Ф. Шопена, Ф. Мендельсона, Р. Шумана, Ф. Ліста, Р. Вагнера, Дж. Верді, з якими був у дружніх відносинах. За своє життя написав понад двісті творів, в тому числі шість опер, дві ораторії, шість або сім кантат, безліч творів камерної музики і популярний свого часу концерт для фортеп'яно. Опублікував збори листів Мендельсона і спогади про нього (Felix Mendelsson-Bartoldy. Briefe und Erinnerungen, Köln, 1874).